# Лаотоя
Вижте пояснителната страница за други значения на Лаотоя.
Лаотоя (на старогръцки: Λαοθόη, Laothoe) в древногръцката митология е една от съпругите на Приам, царя на Троя. От него тя е майка на Ликаон и Полидор. Нейният баща е Алтес, цар на Лелегите.